# Monomma uhligi
Monomma uhligi is een keversoort uit de familie somberkevers (Zopheridae). De wetenschappelijke naam van de soort werd in 2000 gepubliceerd door Heinz Freude.